# По-По-Лейк (Мічиган)
По-По-Лейк (англ. Paw Paw Lake) — переписна місцевість (CDP) в США, в окрузі Беррієн штату Мічиган. Населення — 3323 особи (2020).

## Географія
По-По-Лейк розташоване за координатами 42°12′41″ пн. ш. 86°16′32″ зх. д. / 42.21139° пн. ш. 86.27556° зх. д. (42.211388, -86.275586).  За даними Бюро перепису населення США в 2010 році переписна місцевість мала площу 17,55 км², з яких 13,25 км² — суходіл та 4,29 км² — водойми.

## Демографія
Згідно з переписом 2010 року, у переписній місцевості мешкало 3511 особа в 1535 домогосподарствах у складі 992 родин. Густота населення становила 200 осіб/км².  Було 2401 помешкання (137/км²).
Расовий склад населення:
| - 93,7 % — білих - 1,1 % — чорних або афроамериканців - 0,7 % — корінних американців - 0,7 % — азіатів - 0,1 % — вихідців з тихоокеанських островів - 1,7 % — осіб інших рас |

До двох чи більше рас належало 2,1 %. Частка іспаномовних становила 4,5 % від усіх жителів.
За віковим діапазоном населення розподілялося таким чином: 20,4 % — особи молодші 18 років, 59,9 % — особи у віці 18—64 років, 19,7 % — особи у віці 65 років та старші. Медіана віку мешканця становила 44,5 року. На 100 осіб жіночої статі у переписній місцевості припадало 101,4 чоловіків;  на 100 жінок у віці від 18 років та старших — 97,7 чоловіків також старших 18 років.
Середній дохід на одне домашнє господарство  становив 73 667 доларів США (медіана — 50 427), а середній дохід на одну сім'ю — 81 729 доларів (медіана — 57 031). За межею бідності перебувало 20,0 % осіб, у тому числі 33,5 % дітей у віці до 18 років та 2,9 % осіб у віці 65 років та старших.
Цивільне працевлаштоване населення становило 1717 осіб. Основні галузі зайнятості: освіта, охорона здоров'я та соціальна допомога — 23,2 %, роздрібна торгівля — 19,9 %, виробництво — 11,9 %, мистецтво, розваги та відпочинок — 7,6 %.